# Corispermum flexuosum
Corispermum flexuosum là loài thực vật có hoa thuộc họ Dền. Loài này được W.Wang & Fuh mô tả khoa học đầu tiên năm 1959.